# Municipio de Oxford (condado de Tuscarawas)
El municipio de Oxford (en inglés: Oxford Township) es un municipio ubicado en el condado de Tuscarawas en el estado estadounidense de Ohio. En el año 2010 tenía una población de 4964 habitantes y una densidad poblacional de 76,91 personas por km².

## Geografía
El municipio de Oxford se encuentra ubicado en las coordenadas 40°15′49″N 81°34′47″O / 40.26361, -81.57972. Según la Oficina del Censo de los Estados Unidos, el municipio tiene una superficie total de 64.54 km², de la cual 63,85 km² corresponden a tierra firme y (1,06 %) 0,69 km² es agua.

## Demografía
Según el censo de 2010, había 4964 personas residiendo en el municipio de Oxford. La densidad de población era de 76,91 hab./km². De los 4964 habitantes, el municipio de Oxford estaba compuesto por el 96,13 % blancos, el 1,43 % eran afroamericanos, el 0,22 % eran amerindios, el 0,26 % eran asiáticos, el 0,4 % eran de otras razas y el 1,55 % eran de una mezcla de razas. Del total de la población el 1,03 % eran hispanos o latinos de cualquier raza.